# Pere Niçard

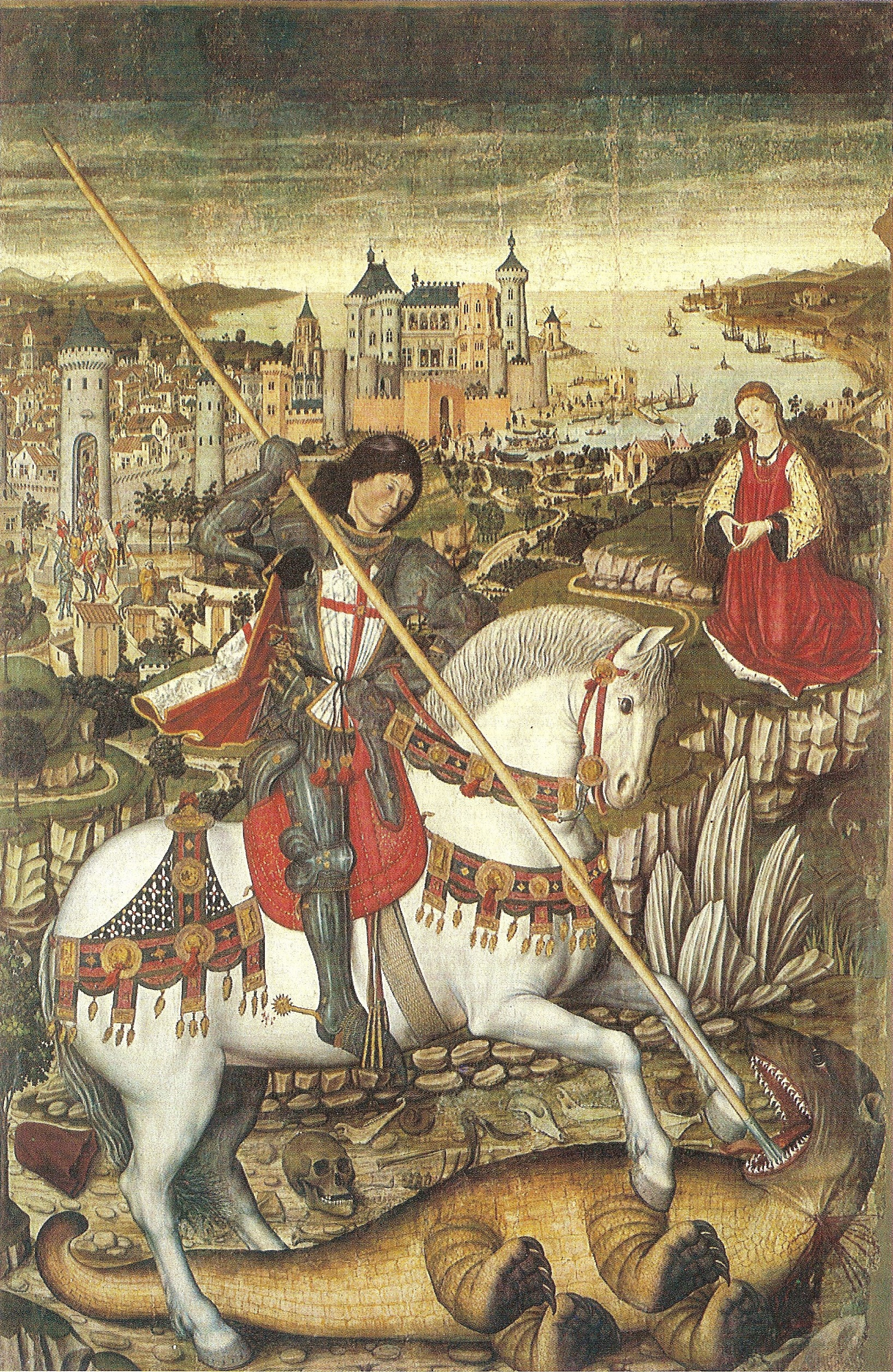
Sant Jordi de Pere Niçard

Pere Niçard o Pero Nissart va ser un pintor gòtic actiu a Mallorca a la segona meitat del segle xv. És considerat el primer a difondre la pintura flamenca a l'illa.
Documentat a la ciutat de Mallorca entre 1468 i 1470, se'l suposa artista itinerant i oriünd de Niça i que s'establí al taller de Rafel Mòger amb qui signà un contracte de col·laboració, el 1468, per pintar un retaule de Sant Jordi per a la confraria del mateix nom, que aglutinava bona part de la noblesa insular.
El contracte respon, segurament a la necessitat de resoldre la manca d'un taller en condicions per realitzar una obra de gran format i per ser acceptat per part del gremi de pintors insulars, atesa la seva condició d'estranger. El segon document, de 1470, consisteix en una relació de persones que responen per ell en el cas que abandonés la feina inacabada, bona part dels signants són francesos, cosa que reforça la seva procedència niçarda.
A més d'aquests documents, només ens resta l'obra que li fou encomanada, una peça de gran rellevància per a la història de la pintura a Mallorca, per la seva qualitat tècnica i per representar la badia, el port i la ciutat de Mallorca, malgrat idealitzar-la com si fos una ciutat flamenca, conté elements que fan perfectament identificable la ciutat i el seu entorn, amb una tècnica de veritable paisatgista.

## Obra
- Retaule de sant Jordi, obra encarregada a Pere Niçard i Rafael Mòger el 1468 a Mallorca, ara al Museu d'Art Sacre de Mallorca